# Бебі (острови)
Острови Бебі - група невеликих островів, розташованих приблизно за 1.2 км на північний схід від острова Уналга в групі Лисячі острови у складі Алеутських островів на південному заході Аляски. Група складається з п'яти островів довжиною від 300-1000 м  і кількох менших острівців. Острови незаселені, і жоден з них не височіє вище кількох метрів над рівнем моря. На островах гніздиться велика кількість птахів, зокрема Конюга мала (Aethia pygmaea), що робить їх частими зупинками для екскурсій у цьому районі (група островів розташована лише за 34 км від Голландської гавані на острові Уналаска). Однак океан біля островів надзвичайно небезпечний для суден через мілководдя та численні камені, які лежать прямо під поверхнею води. 